# Jakob Eder (Politiker)
Jakob Eder (* 3. Mai 1874 in Sprendlingen; † 27. Februar 1932 in Alsfeld) war ein deutscher Politiker (SPD).
Eder wurde als Sohn des ungelernten Handarbeiters Jakob Eder geboren. Nach dem Besuch der Volksschule absolvierte er eine Sattlerlehre und arbeitete bis 1903 als Sattlergeselle. Anschließend war er bis zu seinem Tode als selbständiger Sattler- und Tapezierermeister in Alsfeld tätig. Er trat in die SPD ein und war von Januar 1919 bis November 1921 Landtagsabgeordneter im Landtag des Volksstaates Hessen. Vorher war er seit 1911 Mitglied des Stadtvorstands in Alsfeld gewesen. Jakob Eder war katholisch.